# Consell Municipal de València
El Consell Municipal de València o Ple d l'Ajuntament és l'òrgan de màxima representació de la ciutadania en el govern municipal o Ajuntament de València. Està format per 33 regidors o regidores, un o una de les quals és l'alcalde o alcaldessa i el presideix. Des del 17 de juny de 2023 l'alcaldessa és María José Català Verdet del Partit Popular (PP), qui governa amb el suport de Vox. A l'oposició resten Compromís i el Partit Socialista del País Valencià (PSPV).
Els quatre grups polítics que conformen el Consell (PP, Compromís, PSPV i Vox) assumeixen de forma directa la representació dels ciutadanes i les ciutadans de València i, en el seu nom, decideixen sobre les qüestions més importants i transcendents per a la ciutat i controlen i fiscalitzen l'actuació dels altres òrgans de govern.
El consell municipal celebra els seus plens o reunions al Palau consistorial.

## Funcionament
El Reglament Orgànic del Ple (ROP) regula l'organització i el funcionament del Ple de l’Ajuntament de València i de les seues comissions, com a expressió de l’autonomia local garantida per la Constitució espanyola. El ROP inclou els preceptes propis del municipis de gran població recollit en el títol X de la Llei 7/1985, de 2 d’abril, reguladora de les bases del règim local.
Entre les atribucions resolutives del Consell Municipal de València es troben, entre d'altres: l'aprovació dels pressupostos de l'Ajuntament; l'aprovació i modificació de les ordenances i reglaments municipals; la determinació de les formes de gestió dels servicis; els acords relatius a la delimitació i alteració del terme municipal, l'aprovació de plans urbanístics i els acords relatius a la participació en organitzacions supramunicipals.
A més a més del ple de la corporació, s'organitza a través de les comissions que són creades pel ple. Les comissions poden ser permanents o no permanents i tenen la funció de preparació dels acords plenaris, elaboració d'estudis, investigacions o propostes encarregats pel Ple e inclús poden adoptar acords resolutius per delegació de l'òrgan plenari.
En el període 2023-2027 les comissions creades són:
- Comissions permanents informatives
  - Comissió Informativa d'Hisenda, Coordinació Jurídica, Inspecció General i Desenvolupament Innovador dels Sectors Econòmics i Ocupació
  - Comissió Informativa de Desenvolupament i Renovació Urbana, Habitatge i Mobilitat
  - Comissió Informativa de Participació, Drets, Innovació Democràtica i Protecció Ciutadana
  - Comissió Informativa d'Ecologia Urbana, Emergència Climàtica
  - Comissió Informativa de Gestió de Recursos, Administració Electrònica, Personal i Control Administratiu
  - Comissió Informativa de Benestar i Drets Socials, Educació, Cultura i Esports
- Comissions permanents especials:
  - Comissió Permanent Especial de Suggeriments i Reclamacions, Observatori de Contractació
- Comissions no permanents:
  - Comissió no permanent per a la Recuperació de les zones afectades per la DANA de 2024 a la ciutat de València

## Composició
L'actual composició del ple de l'Ajuntament de València és el resultat de les eleccions locals celebrades el maig de 2023 en que s'elegiren els 33 escons que conformen l'hemicicle municipal. Les regidores i regidors electes s'organitzen en grups polítics municipals segons la candidatura amb la que han estat elegits. Cadascú dels grups polítics compten amb un o una portaveu i, si escau, una o un portaveu adjunt.
Les o els portaveus de cada grup polític formen part de la Junta de Portaveus, un òrgan complementari consultiu que té per funció, entre d'altres, canalitzar les peticions de cada grup polític cap a la presidència del ple o tractar el règim dels debats i votacions de les sessions plenàries.
| Candidatura | Candidatura                                                | Cap de llista              | Vots    | Regidors | % vots |
| ----------- | ---------------------------------------------------------- | -------------------------- | ------- | -------- | ------ |
|             | Partit Popular de la Comunitat Valenciana (PP)             | María José Català Verdet   | 151.482 | 13 (5)   | 36,97% |
|             | Compromís per València (Compromís)                         | Joan Ribó i Canut          | 99.122  | 9 (1)    | 24,19% |
|             | Partit Socialista del País Valencià (PSPV-PSOE)            | Sandra Gómez López         | 78.499  | 7 ()     | 19,16% |
|             | Vox (Vox)                                                  | Juan Manuel Bádenas Carpio | 52.695  | 4 (2)    | 12,86% |
|             | Unides Podem-Esquerra Unida del País Valencià (Podem-EUPV) | Pilar Lima Gozálvez        | 9.677   | 0 ()     | 2,36%  |
|             | Ciutadans - Partit de la Ciutadania (C's)                  | Fernando Giner Grima       | 9.588   | 0 (6)    | 2,34%  |
| Total       | Total                                                      | 413.592                    | 413.592 | 33       | 72,00% |

Els i les regidors electes a dites eleccions són:
| PP | Compromís per València | PSPV-PSOE | Vox |
| 1. María José Català Verdet 2. Juan Carlos Caballero Montañés 3. María José Ferrer San Segundo 4. José Marí Olano 5. José Luis Moreno Maicas 6. Paula Llobet Vilarrasa 7. Julia Climent Monzó 8. Santiago Ballester Casabuena 9. Juan Manuel Giner Corell 10. Jesus Carbonell Aguilar 11. Carlos Mundina Gómez 12. Marta Torrado de Castro 13. Rocio Gil Uncio | 1. Joan Ribó i Canut 2. Papi Robles Galindo 3. Glòria Tello Company 4. Pere Fuset i Tortosa 5. Sergi Campillo Fernández 6. Lucia Beamud Villanueva 7. Giuseppe Grezzi 8. Ferran Puchades Vila 9. Eva Coscolla Grau | 1. Sandra Gómez López 2. Borja Sanjuán Roca 3. Maite Ibáñez Giménez 4. Núria Llopis Borrego 5. Javier Mateo García 6. Elisa Valía Cotanda 7. María Pérez Herrero | 1. Juan Manuel Bádenas Carpio 2. José Vicente Gosálbez Payá 3. Mónica Gil Cano 4. Cecilia Herrero Camilleri |

### Històric de la composició del Consell Municipal
Des de l'etapa democràtica que s'inicia l'any 1979, el Consell Municipal de València ha evolucionat de la següent manera:
|                                                  | AP / PP                | 0                              | 13                             | 7                              | 9                              | 17                             | 20                             | 19                             | 21                             | 20                             | 10                             | 8                              | 13                             |                                |                                |
|                                                  | UPV / Bloc / Compromís |                                | 0                              |                                | 0                              | 0                              | 0                              | 0                              | 0                              | 3                              | 9                              | 10                             | 9                              |                                |                                |
|                                                  | PSPV-PSOE              | 13                             | 18                             | 13                             | 13                             | 8                              | 11                             | 12                             | 12                             | 8                              | 5                              | 7                              | 7                              |                                |                                |
|                                                  | Vox                    |                                |                                |                                |                                |                                |                                |                                |                                |                                | 0                              | 2                              | 4                              |                                |                                |
|                                                  | Cs                     |                                |                                |                                |                                |                                |                                |                                |                                |                                | 6                              | 6                              | 0                              |                                |                                |
|                                                  | VeC / Podem / UP       |                                |                                |                                |                                |                                |                                |                                |                                |                                | 3                              | 0                              | 0                              |                                |                                |
|                                                  | PCE / EUPV             | 6                              | 2                              | 2                              | 3                              | 5                              | 2                              | 2                              | 0                              | 2                              | 0                              |                                |                                |                                |                                |
|                                                  | UV                     |                                |                                | 7                              | 8                              | 3                              | 0                              | 0                              | 0                              |                                |                                |                                |                                |                                |                                |
|                                                  | CDS                    |                                | 0                              | 4                              | 0                              | 0                              | 0                              | 0                              |                                |                                |                                |                                |                                |                                |                                |
|                                                  | URV                    | 1                              | 0                              |                                |                                |                                |                                |                                |                                |                                |                                |                                |                                |                                |                                |
|                                                  | UCD                    | 13                             |                                |                                |                                |                                |                                |                                |                                |                                |                                |                                |                                |                                |                                |
| nota:                                            | nota:                  | En negreta el partit més votat | En negreta el partit més votat | En negreta el partit més votat | En negreta el partit més votat | En negreta el partit més votat | En negreta el partit més votat | En negreta el partit més votat | En negreta el partit més votat | En negreta el partit més votat | En negreta el partit més votat | En negreta el partit més votat | En negreta el partit més votat | En negreta el partit més votat | En negreta el partit més votat |
| Fonts: Portal Argos de la Generalitat Valenciana |                        |                                |                                |                                |                                |                                |                                |                                |                                |                                |                                |                                |                                |                                |                                |

1. ↑  A les eleccions de 1979 es va presentar sota la denominació de Candidatura Democrática (CD). A les eleccions de 1983, amb Aliança Popular (AP) ja constituïda, es va presentar dins la Coalició Popular conformada per la mateixa AP i el Partit Demòcrata Popular (PDP), Unió Valenciana (UV) i el Partit Liberal (UL). L'any 1987 ja es va presentar com a AP i és a partir de les de 1991, amb el canvi  de denominació a Partit Popular (PP), que la marca es manté fins a dia de hui.
2. ↑  La Unitat del Poble Valencià (UPV) es presentà amb coalició amb Esquerra Unida del País Valencià (EUPV) a les eleccions de 1987. A partir de les eleccions de 1999 passa a denominar-se Bloc Nacionalista Valencià (BLOC) i des de les eleccions de 2011 Coalició Compromís (Compromís).
3. ↑  València en Comú (VeC) es presenta per primera vegada a les eleccions de 2015. A les següents de 2019 es presentà amb Podem i Esquerra Unida del País Valencià (EUPV) i a les de 2023, ja amb VeC dissolta, sota la marca Unides Podem (UP).
4. ↑  En les eleccions municipals de 1979 hi apareixen els resultats de Partit Comunista d'Espanya (PCE), en 1983 incorporen a la marca les sigles del Partit Comunista del País Valencià (PCPV), en 1987 passen a presentar-se sota la denominació d'Esquerra Unida del País Valencià (EUPV) i formen aliança electoral amb la Unitat del Poble Valencià (UPV), en 1991 tornen a la denominació EUPV fins a l'any 1999 quan es presenten sota la marca EU-L'Entesa, a les de 2011 tornen amb les sigles d'EUPV, el 2015 utilitzen la marca Acord Ciutadà (AC) que agrupa altres formacions i el 2019 i 2023 s'integren amb Podem per formar la coalició Unides Podem (UP).
5. ↑  Unió Valenciana (UV) participa per primera vegada a les eleccions de 1983 integrat a la Coalició Popular conformada per la mateixa UV i Aliança Popular (AP), el Partit Demòcrata Popular (PDP) i el Partit Liberal (UL). A partir de 1987 es presenta en solitari.

## Alcaldia
L'alcaldia o batllia ostenta la presidència de la corporació i del Consell Municipal, així com màxima representació de la ciutat. Li correspon la superior direcció i coordinació del govern i de l'administració municipal. En la corporació municipal del període 2023-2027 ostenta l'alcaldia Maria José Català (PP).

### Elecció
La seua elecció es realitza en el Ple per majoria absoluta dels vots de les regidores i els regidors, en la sessió constitutiva de la corporació. Si cap de les candidates o candidats a l'alcaldia obté la majoria absoluta, es proclama alcalde o alcaldessa a qui encapçala la llista que haja obtingut el nombre més gran de vots en les eleccions. En cas d'empat es resol per sorteig.
La sessió constitutiva del Consell Municipal es va celebrar el 17 de juny de 2023 i es va procedir a l'elecció de l'alcaldia amb dues candidatures presentades: la de Maria José Català pel PP i la de Juan Manuel Badenes  de Vox. Cap de les dues candidatures va rebre la majoria absoluta dels vots pel que va ser la senyora Català qui va ser proclamada alcaldessa de la ciutat al ser la candidata de la força més votada a les eleccions.
| Resultat de la votació d'investidura de l'alcaldia de València |      |    |    |    |    |         |
| Candidatures                                                   | Vots |    |    |    |    | Total   |
| Maria José Català (PP)                                         | 13   | Sí | No | No | No | 13 / 33 |
| Juan Manuel Badenes (Vox)                                      | 4    | No | No | No | Sí | 4 / 33  |

### Històric d'alcaldes i alcaldesses
Des de la recuperació de la democràcia a Espanya, s'han celebrat al conjunt de l'Estat un total de dotze eleccions municipals, i han governat la ciutat tres partits polítics, el PSPV-PSOE, el PP i Compromís. Des de les primeres eleccions municipals després de la dictadura franquista, celebrades l'any 1979, fins a l'any 1991 va governar la ciutat el PSOE. Durant aquests anys es van succeir dos alcaldes, Fernando Martínez Castellà (1979) i Ricard Pérez Casado (1979-1988), i una alcaldessa, Clementina Ródenas Villena (1988-1991). Mentre que des de l'any 1991 fins a 2015, ha governat la ciutat el PP, sent alcaldessa Rita Barberá Nolla. A partir de les Eleccions de maig de 2015 fins a les de 2023, Joan Ribó de Compromís ocupa l'alcaldia amb el suport del PSPV i de València en Comú (2015-2019) i només amb el PSPV de 2019 a 2023.

Des de les Eleccions de maig de 2023 Maria José Català (PP) ostenta l'alcaldia i integra al seu govern als quatre regidors de Vox, tot i que no li donaren suport en la sessió d'elecció del càrrec. Català és la sisena alcaldessa de l'etapa democràtica, és la tercera dona que ocupa el càrrec i la segona persona del PP que ostenta la responsabilitat, després de Rita Barberà.
| Període                       | Alcalde o alcaldessa                             | Partit polític | Data de possessió     | Observacions         |
| ----------------------------- | ------------------------------------------------ | -------------- | --------------------- | -------------------- |
| 1979–1983                     | Ferran Martínez Castellano Ricard Pérez Casado   |                | 19/04/1979 05/10/1979 | Dimissió/renúncia -- |
| 1983–1987                     | Ricard Pérez Casado                              |                | 28/05/1983            | --                   |
| 1987–1991                     | Ricard Pérez Casado Clementina Ródenas i Villena |                | 30/06/1987 13/01/1989 | Dimissió/renúncia -- |
| 1991–1995                     | Rita Barberà Nolla                               |                | 07/07/1991            | --                   |
| 1995–1999                     | Rita Barberà Nolla                               |                | 17/06/1995            | --                   |
| 1999–2003                     | Rita Barberà Nolla                               |                | 03/07/1999            | --                   |
| 2003–2007                     | Rita Barberà Nolla                               |                | 14/06/2003            | --                   |
| 2007–2011                     | Rita Barberà Nolla                               |                | 16/06/2007            | --                   |
| 2011–2015                     | Rita Barberà Nolla                               |                | 11/06/2011            | --                   |
| 2015–2019                     | Joan Ribó i Canut                                |                | 13/06/2015            | --                   |
| 2019-2023                     | Joan Ribó i Canut                                |                | 15/06/2019            | --                   |
| Des de 2023                   | Maria José Català Verdet                         |                | 17/06/2023            | --                   |
| Fonts: Generalitat Valenciana |                                                  |                |                       |                      |